# Meleonoma taiwanensis
Meleonoma taiwanensis is een vlinder uit de familie van de prachtmotten (Cosmopterigidae). De wetenschappelijke naam van de soort werd voor het eerst geldig gepubliceerd in 2020 door Wang en Zhu.